# 3260 Vizbor
3260 Vizbor eller 1974 SO2 är en asteroid i huvudbältet som upptäcktes den 20 september 1974 av den sovjetisk-ryska astronomen Ljudmila Zjuravljova vid Krims astrofysiska observatorium på Krim. Den har fått sitt namn efter den rysk/sovjetisk bard-artist och skådespelaren Jurij Vizbor.
Asteroiden har en diameter på ungefär 7 kilometer och den tillhör asteroidgruppen Flora.